# Larnax hawkesii
Larnax hawkesii är en potatisväxtart som beskrevs av A.T. Hunziker. Larnax hawkesii ingår i släktet Larnax och familjen potatisväxter. Inga underarter finns listade i Catalogue of Life.